# Калиновский, Семён Иосифович
Семён Иосифович Калиновский (настоящее имя Соломон; 18 (31) декабря 1906, Екатеринослав — 3 января 1972, Москва) — российский скрипач. Заслуженный артист РСФСР (1951).

## Биография
С детских лет учился в Екатеринославе у Абрама Ямпольского, там же начал выступать в концертах. Затем последовал за своим учителем в Москву. В 18-летнем возрасте был принят в оркестр Большого театра на место концертмейстера и солиста первых скрипок .
На протяжении многих лет Калиновский исполнял известные скрипичные соло в таких постановках, как «Лебединое озеро», "Шахерезада"Медиа:Shaherazada_fragment.ogg и «Раймонда». Одновременно в 1927 году Калиновский занял пульт первой скрипки в струнном квартете имени Глиэра и выступал в нём вплоть до роспуска коллектива в 1949 году.
В 1935 году Калиновский стал лауреатом одной из премий на Всесоюзном конкурсе музыкантов-исполнителей, а в 1937 году, в составе Квартета имени Р.Глиэра, — на Всесоюзном конкурсе квартетов. В 1951 году присвоено звание Заслуженного артиста РСФСР.